# Sarphatipark

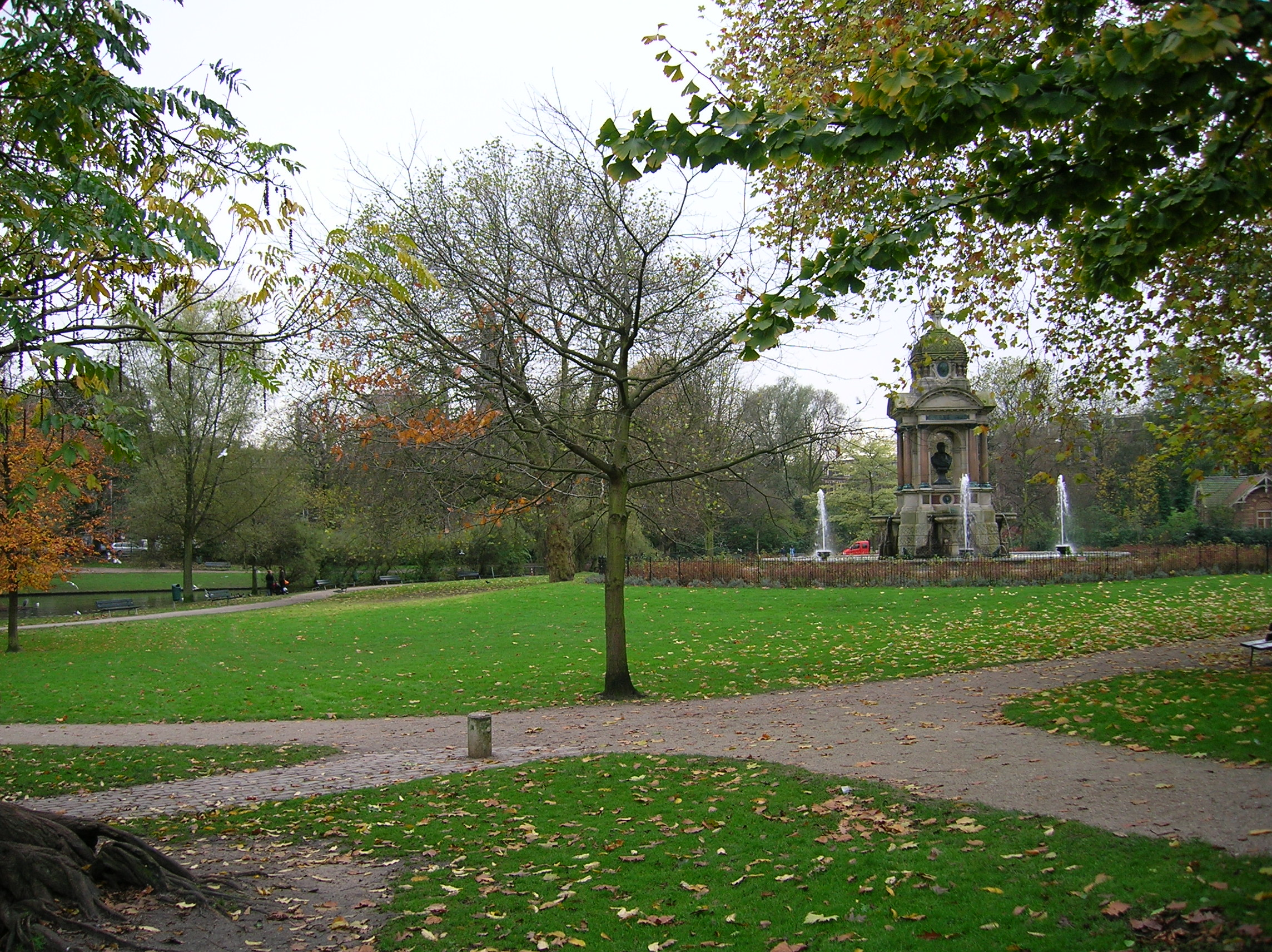
Sarphatipark im Stadtviertel De Pijp, Amsterdam.

Der Sarphatipark ist eine Parkanlage im Stadtbezirk Amsterdam-Zuid und hat eine Grundfläche von 4,5 ha. Der Park erhielt seinen Namen nach dem jüdischen Arzt Samuel Sarphati (1813–1866).

## Geschichte
Nach 1850 wurde von der Gemeinde Amsterdam der Beschluss gefasst, zwischen dem Fluss Amstel und der Gracht Boerenwetering ein großes
Wohnviertel anzulegen mit dem Namen De Pijp. Der städtische Architekt van Niftrik bekam den ersten Auftrag, einen Plan hierfür zu entwerfen. Wo der heutige Park liegt, hatte van Niftrik einen Hauptbahnhof vorgesehen. Der definitive Entwurf wurde von dem Architekten J. Kalff aufgestellt, der in der Mitte des Viertels einen Park plante. 1877 hatte die Gemeinde den Plan von Kalff genehmigt und der Bau des Wohnviertels mit einer Parkanlage konnte realisiert werden. Van Niftriks ursprüngliche Idee, den Park im englischen Landschaftsstil zu bauen, wurde akzeptiert.
1888 bekam der Park seinen offiziellen Namen: Sarphatipark. Samuel Sarphati, der als Erster den Gedanken hatte, einen Park in dem späteren Wohnviertel anzulegen, bekam in der Mitte des Parkes eine Statue. Zur Zeit Sarphatis war das Gebiet ein ausgestrecktes Weideland. Lediglich in der später angelegten Straße Albert Cuypstraat waren eine Holzsägemühle, einige Landhäuser sowie eine Herberge.
Ab 1887 entstanden luxuriöse Häuser und Wohnungen mit hohen Mieten rund um die Parkanlage. Um diese bezahlen zu können, vermieteten die Bewohner Räumlichkeiten an Prostituierte. De Pijp war zu dieser Zeit bekannt für Prostitution. 1902 wurden Bordelle verboten und 1911 kamen neue Sittengesetze, wodurch die Prostitution in dem Viertel abnahm.

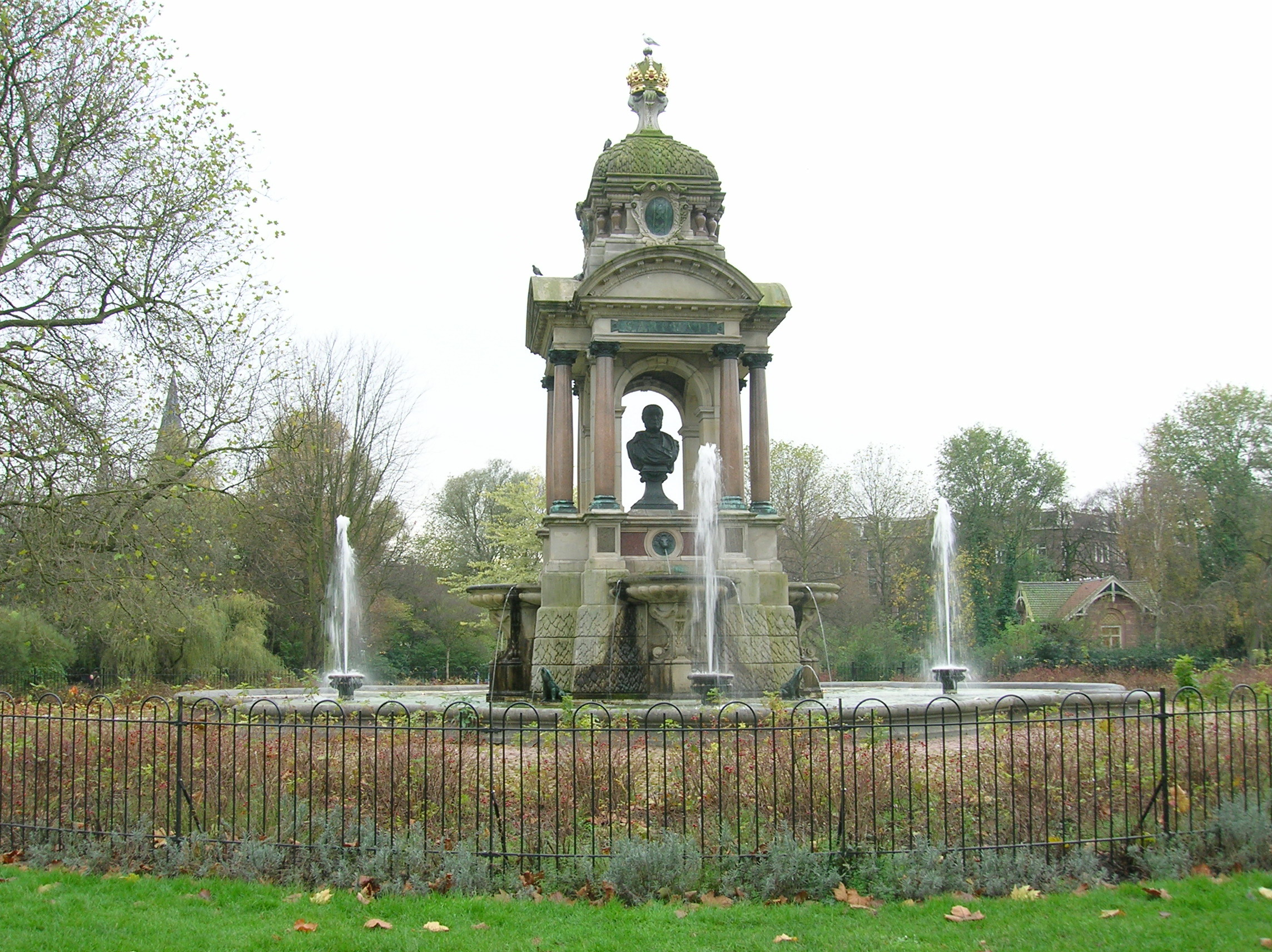
Samuel-Sarphati-Monument im Sarphatipark

Im Zweiten Weltkrieg bekam die Parkanlage von den Nationalsozialisten den Namen Bollandpark, benannt nach dem niederländischen Philosophen Gerard Bolland. Das Standbild von S. Sarphati wurde entfernt. Nach dem Krieg bekam der Park seinen ursprünglichen Namen zurück und das Standbild Sarphatis wurde wieder aufgestellt und ist ein Rijksmonument (Nr. 527847.)
In den Jahren 2002/2003 wurde der Volksgarten einer Erneuerung unterzogen. Zwei alte Brücken, die sich im Park befanden, wurden neu gebaut. Teiche (vijver) wurden mit einer Pflanzenkläranlage („Helofytenfilter“) von Sumpfpflanzen ausgestattet für bessere Wasserqualität.
Im Sarphatipark befinden sich zwei Kinderspielplätze, im südöstlichen Teil sind Anlagen für Volleyball, Basketball und Tischtennis. An einigen Plätzen ist Barbecue erlaubt. Im Park sind außerdem zwei „Panna-Fussballfelder“. Panna ist eine Form des Straßenfußballs.
Es gibt mehrere ältere, große Bäume im Park. Das sind unter anderem Ahornblättrige Platane (Platanus × hispanica), Silberweide (Salix alba), Kaukasische Flügelnuss (Pterocarya fraxinifolia) und Salix × sepulcralis.

## Verkehrsverbindung
Die Amsterdamer Straßenbahn (Tramlijn, Tram) Nr. 3 fährt bis zum Sarphatipark.

## Weiterführende Literatur
- Ton Heijdra: Het Sarphatipark: een oase van rust. Uitgeverij René de Milliano, 1994, ISBN 978-90-72810-12-0
- Lydia Hagoort: Samuel Sarphati. Van Portugese armenarts tot Amsterdamse ondernemer. Uitgeverij Bas Lubberhuizen, ISBN 978-90-5937-329-7

## Nachweise